# Eike Hinz
Eike Hinz (* 26. Januar 1945 in Goslar) ist ein deutscher Anthropologe und Altamerikanist.

## Leben
Hinz studierte von 1964 bis 1969 altamerikanische Sprachen und Kulturen, Ethnologie und allgemeine Sprachwissenschaft, ferner Philosophie, Soziologie und Psychologie an der Universität Hamburg. Nach der Promotion 1969 (1970) hatte er von 1972 bis 1974 ein Habilitationsstipendium der Deutschen Forschungsgemeinschaft  für die „Analyse aztekischer Gedankensysteme“ und für Kognitive Anthropologie an der University of California, Irvine. Nach der Habilitation (Privatdozent 1975) lehrte er von 1977 bis zur vorzeitigen Pensionierung 1991 wegen Arbeitsunfalls in Guatemala als Professor für Altamerikanische Sprachen und Kulturen an der Universität Hamburg. Er nahm am kognitionswissenschaftlichen Intensivkurs „Artificial Intelligence and Natural Language Processing“ 1978 an der Yale University teil. Er führte 1980/81 Feldforschung bei den Q’anjob’al-Maya in Guatemala durch. Nach seiner Pensionierung private Studien in Neurobiologie und Sozialanthropologie.

## Schriften (Auswahl)
- Die magischen Texte im Tratado Ruiz de Alarcóns (1629). Hamburg 1970, OCLC 891411869.
- Analyse aztekischer Gedankensysteme. Wahrsageglaube und Erziehungsnormen als Alltagstheorie sozialen Handelns. Auf Grund des 4. und 6. Buches des "Historia general" Fray Bernardino de Sahaguns aus der Mitte des 16. Jahrhunderts. Wiesbaden 1978, ISBN 3-515-02693-2.
- "Discursos en Mexicano. Alltagsleben am Hof von Tetzcoco in vorspanischer und frükolonialer Zeit. La vida cotidiana en la corte de Tetzcoco antes y despues de la conquista espanola" (=Acta Mesoamericana 1). Berlin 1987. ISBN 3-924332-02-9.
- Skizzen zu einer philosophischen Anthropologie. (3. Ausg., BoD, Hamburg 2006, ISBN 3-8334-4250-6; Hamburg 2019, 4. Ausg. Researchgate). American ed.: "Outline of a Philosophical Anthropology. Regulators of Freedom: Reciprocity and Self-organization" (3rd ed: BoD, Hamburg 2005, ISBN 3-8334-4229-8; 4th ed. rev. 2020, Researchgate).
- Mesoamerikanistik als Sozialwissenschaft. Soziale Evolution, soziales System, soziales Verhalten und soziale Kognition in Mesoamerika. Hamburg 2002, ISBN 3-925682-58-9.
- "Existence and Identity: Reconciliation and Self-organization through Q'anjob'al Maya Divination". Hamburg 2008, ISBN 978-3-8334-8731-6. New ed.: 2018, 3rd ed. (Privatdruck u. Researchgate).
- "Landsgemeinde und Bundesbriefe: Kognitive und Politische Anthropologie der Innerschweiz des 13. und 14. Jahrhunderts". Privatdruck u. Researchgate 2016, DOI:10.13140/RG.2.1.4821.0408.
- The Political Anthropology of Inner Sewitzerlandin the 13th and 14th Centuries. The Struggle for Freedom and Mutuality. Cantonal Assembly, Federal Charters and Letters of Freedom". Privatdruck u. Researchgate 2017, doi:10.13140/RG.2.2.33709.08169.

| Personendaten    | Personendaten            |
| ---------------- | ------------------------ |
| NAME             | Hinz, Eike               |
| KURZBESCHREIBUNG | deutscher Altamerikanist |
| GEBURTSDATUM     | 26. Januar 1945          |
| GEBURTSORT       | Goslar                   |